# Peik Christensen
Alfred Peik Christensen (Oslo, 14 maggio 1952) è un ex sciatore alpino norvegese.

## Biografia
Sciatore polivalente, Christensen esordì in Coppa del Mondo il 12 dicembre 1968 a Val-d'Isère in slalom gigante, senza completare la prova; agli XI Giochi olimpici invernali di Sapporo 1972, sua unica presenza olimpica, si classificò 36º nella discesa libera, 23º nello slalom gigante e non completò lo slalom speciale. Il suo ultimo piazzamento agonistico fu il 23º posto ottenuto il 17 dicembre 1972 nello slalom speciale di Coppa del Mondo disputato a Madonna di Campiglio, suo miglior piazzamento nel circuito; dopo il ritiro prese parte al circuito universitario nordamericano (NCAA) nelle file dell'Università di Denver.

## Palmarès

### Campionati norvegesi
- 6 medaglie[senza fonte]:
  - 2 ori (slalom gigante nel 1970; slalom gigante nel 1972)[4]
  - 1 argento (combinata nel 1972)
  -  3 bronzi (discesa libera nel 1968; discesa libera, slalom gigante nel 1971)[senza fonte]